# Hussein Sulaimani
Hussein Omar Abdulghani Sulaimani (in arabo حسين عمر عبد الغني سليماني‎?; Gedda, 21 gennaio 1977) è un ex calciatore saudita,  di ruolo difensore.

## Palmarès

### Nazionale
- Coppa d'Asia: 1

1996